# Diabolik, chi sei?
Pour les articles homonymes, voir Diabolik (homonymie).
Série
Diabolik: Ginko all'attacco
(2022)
Pour plus de détails, voir Fiche technique et Distribution.
Diabolik, chi sei? est un film d'action italien réalisé par Marco et Antonio Manetti et sorti en 2023.
Le film est l'adaptation cinématographique du 107e album de la bande dessinée éponyme créée par Angela et Luciana Giussani, et constitue le troisième et dernier chapitre de la trilogie commencée avec Diabolik (2021) et poursuivie avec Diabolik: Ginko all'attacco (2022).

## Synopsis
Un nouveau groupe de criminels fait irruption à Clerville, une bande de voleurs sans scrupules que l'inspecteur Ginko ose décrire comme étant encore plus impitoyable que Diabolik lui-même. Ginko et son ennemi juré Diabolik enquêtent tous deux sur le gang, l'un pour les arrêter, l'autre pour s'emparer de l'argent qu'ils ont volé. Chacun de leur côté, ils se rapprochent tellement du groupe qu'ils trouvent leur cachette à des moments différents, mais ils sont pris par surprise et se font enlever. Ils sont enfermés et enchaînés dans une pièce, face à face, en attendant d'être assassinés. Face à la perspective de ne pas s'en sortir, Ginko pose à Diabolik la question fatidique : « chi sei? » (litt. « Qui es-tu ? »). Diabolik raconte à Ginko (et au spectateur, par le biais d'une analepse) l'histoire de ses propres origines. Pendant ce temps, dans le monde extérieur, Eva Kant, la fidèle compagne de Diabolik, et la duchesse Altea, la compagne de l'inspecteur, inquiètes de voir leurs partenaires en danger, décident d'agir.

## Fiche technique
- Titre original : Diabolik, chi sei?[2]
- Réalisateur : Marco et Antonio Manetti
- Scénario : Michelangelo La Neve (it), Marco et Antonio Manetti d'après les personnages créés par Angela et Luciana Giussani
- Photographie : Angelo Sorrentino
- Montage : Federico Maria Maneschi
- Effets spéciaux : Simone Silvestri
- Musique : Pivio et Aldo De Scalzi
- Décors : Noemi Marchica
- Costumes : Ginevra De Carolis
- Maquillage : Francesca Lodoli
- Production : Marco et Antonio Manetti, Carlo Macchitella (it), Pier Giorgio Bellocchio, Paolo Del Brocco (it)
- Société de production : Mompracem, Rai Cinema
- Pays de production :  Italie
- Langue originale : italien
- Format : Couleurs - 1,85:1
- Durée : 124 minutes
- Genre : action, aventures, policier
- Dates de sortie :
  - Italie : 30 novembre 2023

## Distribution
- Giacomo Gianniotti : Diabolik
- Miriam Leone : Eva Kant
- Valerio Mastandrea : Inspecteur Ginko
- Monica Bellucci : Altea di Vallenberg
- Pier Giorgio Bellocchio : Sergent Palmer
- Chiara Martegiani : Elisa Coen
- Massimiliano Rossi (it) : Manden
- Mario Sgueglia (it) : Emilio
- Francesco Turbanti (it) : Loris
- Emanuele Linfatti (it) : Martin
- Michele Ragno : Vladimiro
- Amanda Campana :
- Andrea Arru :
- Max Gazzè : Giulio Mondan
- Carolina Crescentini : Gabriella Bauer
- Paolo Calabresi : King
- Lorenzo Zurzolo :
- Barbara Bouchet : comtesse Wiendemar

## Exploitation
Le film est présenté en avant-première au Festival du film de Rome 2023, dans la section Grand Public, et sort dans les salles italiennes à partir du 30 novembre 2023.